# Bölöni György
Bölöni György Sámuel (Szilágysomlyó, 1882. október 30. – Budapest, 1959. szeptember 11.) Kossuth-díjas magyar író, újságíró.

## Élete
Régi partiumi nemesi családból származott, szülei Bölöni Sándor és Krausz Szidónia, egyik dédnagybátyja Kölcsey Ferenc volt. A középiskolát Zilahon végezte, 1900-tól Budapesten jogot tanult. 1902-től a Magyarország című újság párizsi tudósítója lett, itt kötött barátságot Ady Endrével. Ugyanitt ismerkedett meg Marchiș (Márkus) Otíliával, Marchiș György és Vultur Julianna lányával (Itóka), akit 1913. január 20-án Budapesten feleségül is vett. A házasságkötési tanúk Ady Endre és Ady Lajos voltak. 1906-tól a Népszava és a Magyar Nemzet, 1910-től a Világ munkatársa. Az első világháborút követő őszirózsás forradalmat követően Hollandiába akkreditált követként szolgált a Károlyi Mihály-kormány számára. Tisztségét a Magyarországi Tanácsköztársaság kikiáltása után is megtartotta, ami miatt 1920-ban emigrálnia kellett. 1923-tól 1945-ig Párizsban élt. Ezalatt részt vett a párizsi kommunista emigráció közéletében és megmozdulásain, újságját, a magyar nyelvű Párizsi Hírlapot is ő szerkesztette. Intenzív kapcsolatban állt a kor párizsi szellemi életének több kiemelkedő személyiségével is.
1945-ben egyike volt annak a nyolc közéleti személyiségnek, akiket pártállásra való tekintet nélkül beválasztottak az Ideiglenes Nemzetgyűlésbe, s bár az 1945-ös választáson nem indult, többekkel egyetemben közéleti személyiségként külön törvény alapján újfent képviselő lett. A parlamentben a Magyar Kommunista Párt frakciójához csatlakozott, a pártba az év őszén lépett be. Az 1947-es választásokon sem indult, és mivel ekkor már nem is emeltek be senkit külön törvény alapján az országházba, parlamenti munkája befejeződött.
1948-ban elnyerte a Baumgarten-díjat, majd kinevezték Magyarország (majd a Magyar Népköztársaság) hollandiai nagykövetévé. 1950-ben rendelték haza, ekkor az Irodalmi Alap vezetője lett. Az irodalmi életben mindvégig harcos képviselője volt a szocialista realizmusnak.
1957 elején az első főszerkesztője lett a március 15-én indított Élet és Irodalomnak, illetve kinevezték az Irodalmi Tanács és a Magyar PEN Club intézőbizottságának elnökévé. Utóbbi tisztségében jelentős szerepe volt abban, hogy a PEN magyar tagozata visszakapta eredeti jogait a szövetségen belül. Utolsó három tisztségét egészen haláláig látta el.

### A művészettörténész
A század eleji Párizs Bölöni szemében új politikai és művészi elvek fővárosa. Benyomásai és élményei a hazai kultúra felemelését, megújítását akaró öntudatot ébresztik benne. Csatlakozik kora legjelentékenyebb festői csoportjához – a Nyolcakhoz. 1903 őszén Párizsban beiratkozott a jogi karra, ezzel egyidőben a Sorbonne-ra és az École des Beaux-Arts-ra is az irodalmi és művészeti fakultására. Gyakran látogatta a Louvre-t. Csodálta Rodin és Maunier szobrait. Nagy hatással voltak rá Manet, Pissarro, Degas és Paul Cezanne képei. Gyakran ebédelt Rodinnel a mudoni műtermében. A Rue Laffitte-en Duran-Ruel szalonját látogatta, és Vollard-ral a világhírű műkereskedővel járt egy társaságba. Cikkeinek legjavát a Nyolcak  művészetéről Berény Róbert, Czigány Dezső, Czóbel Béla, Kernstok Károly, Márffy Ödön, Orbán Dezső, Pór Bertalan és Tihanyi Lajos alkotásairól írta, mellettük állva, értük harcolva.

## Díjai, elismerései
- Baumgarten-díj (1948)
- Kossuth-díj (1955)

## Művei
- Bölöni György–Magyar Lajos: Háborús Balkán; Dick, Budapest, 1912
- Az igazi Ady; Atelier, Párizs, 1934
- Hallja kend Táncsics!; Szikra, Budapest, 1946
- Ady, mint újságíró; Magyar Újságírók Országos Szövetsége, Budapest, 1955 (Újságírók szakmai előadásai és vitái)
- Ady az újságíró; Magvető, Budapest, 1957
- Magyarság – emberség; Magvető, Budapest, 1959
- Nemzedékről nemzedékre; vál., szerk., utószó, jegyz. Erki Edit; Szépirodalmi, Budapest, 1966 (Bölöni György művei)
- Képek között; vál., szerk. Erki Edit; Szépirodalmi, Budapest, 1967 (Bölöni György művei)
- Friss szemmel; Szépirodalmi, Budapest, 1968 (Bölöni György művei)
- Az igazi Ady; 4. kiad.; Magyar Helikon–Szépirodalmi, Budapest, 1974
- Egy forradalmi nemzedék; vál. Mátis Lívia; Szépirodalmi, Budapest, 1982
- Párizstól Pocsolyavárosig. Bölöni György és Itóka levélnaplója, 1906-1912; vál., jegyz., előszó Nagy Csaba; Petőfi Irodalmi Múzeum, Budapest, 2005

## Emlékezete
- Emléktáblát avattak tiszteletére Budapest II. kerületében. A táblát eltávolították. Szövege ez volt: E HÁZBAN LAKOTT / BÖLÖNI GYÖRGY / 1882–1959 / KOSSUTH-DÍJAS ÍRÓ. ADY ENDRE HARCOS- / TÁRSA, BARÁTJA, MŰ-VEINEK NÉPSZERŰSÍ- / TŐJE. A KÁROLYI-KORMÁNY ÉS A MAGYAR- / ORSZÁGI TANÁCSKÖZTÁRSASÁG KÖVETE. / A NÉMET MEGSZÁLLÁS IDEJÉN A FRANCIAOR- / SZÁGI, MAGYAR FÜGGETLENSÉGI MOZGALOM / EGYIK KOMMUNISTA VEZETŐJE. / A FELSZABADULÁS UTÁN FŐ-LEG IRODALMI / ÉS KULTÚRPOLITIKAI TEVÉKENYSÉGET / FOLYTAT, AZ IRO-DALMI TANÁCS ÉS A PEN / CLUB INTÉZŐ BIZOTTSÁGÁNAK ELNÖKE. / BUDAPEST FŐVÁROS TANÁCSA / 1968

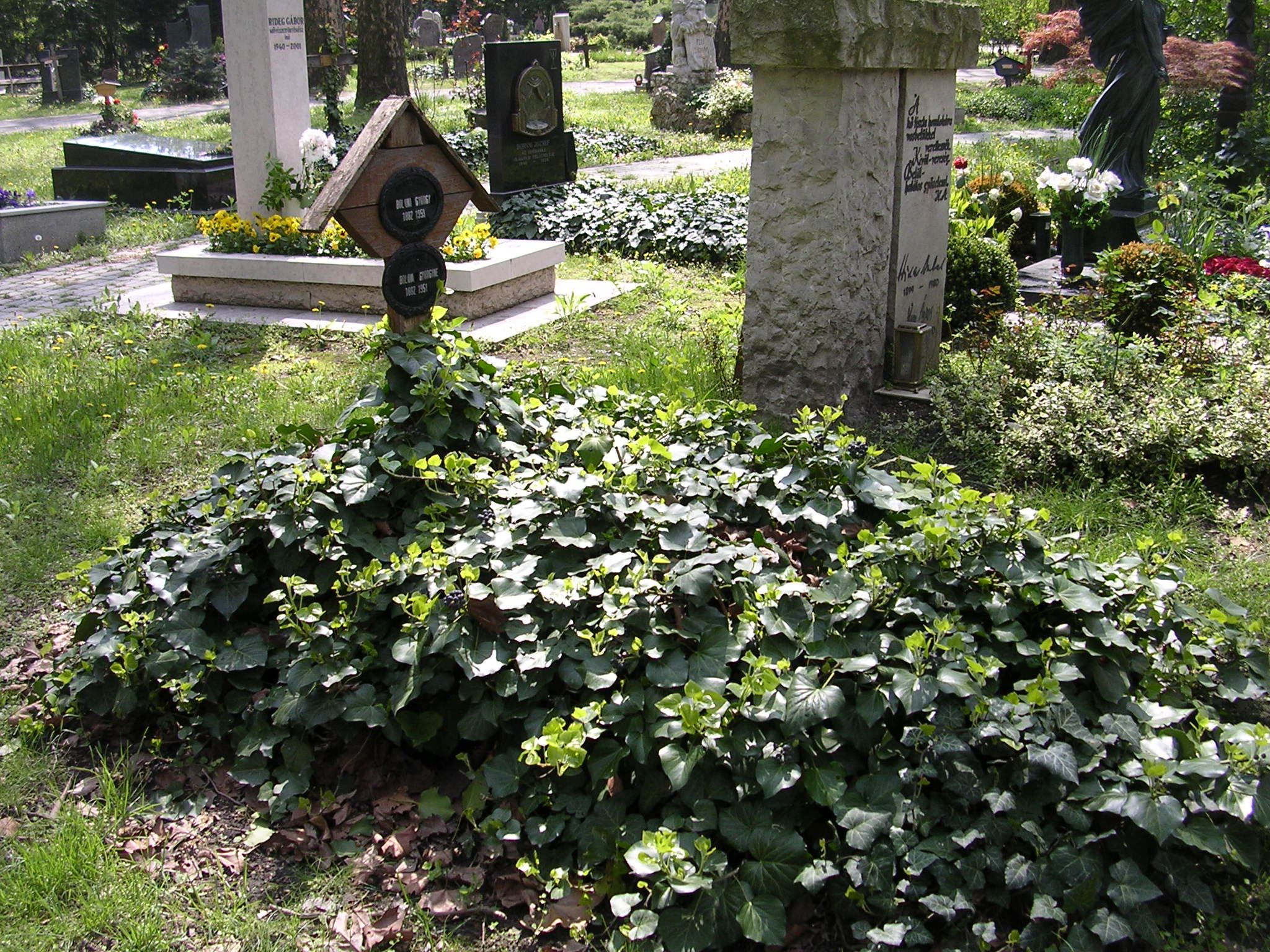
Sírja a Fiumei úti sírkertben (42/1-1-2)